# 青森県道138号島守八戸線
青森県道138号島守八戸線（あおもりけんどう138ごう しまもりはちのへせん）は、青森県八戸市を通る一般県道である。

## 概要
八戸市南郷島守字坂本で青森県道42号名川階上線から分岐して南下し、新田川にほぼ並行して八戸市中居林綿ノ端で青森県道11号八戸大野線に接続する。

### 路線データ
以下は青森県例規集に収録されているデータである。
- 起点 : 八戸市南郷大字島守
- 終点 : 八戸市

## 歴史
- 1961年（昭和36年）2月10日 - 県道に認定される[1]。

## 路線状況

### 大正時代の路線名称
- 八戸町中居村、島守村役場間の路線名は「島守道」と呼ばれていた。経由地は是川村、田中、差波、館前[2]。

## 地理

### 交差する道路
- 青森県道42号名川階上線（八戸市南郷区大字島守、起点）
- 青森県道139号差波新井田線（八戸市是川）
- 青森県道11号八戸大野線（終点）

### 沿線
- 是川遺跡
- 八戸市立是川中学校
- 八戸市役所 是川市民サービスセンター
- JA八戸 南郷支店
- 八戸市立島守中学校
- 八戸市立島守小学校